# 宫城淳
宫城淳（日语：／ Miyagi Atsushi，1931年10月19日—2021年2月24日），日本退役男子网球运动员。他曾获得美国网球锦标赛男子双打冠军、1962年亚洲运动会网球比赛男子双打金牌和男子单打银牌。
2021年因膀胱癌逝世，享年89歲。